# Автомат для повернення

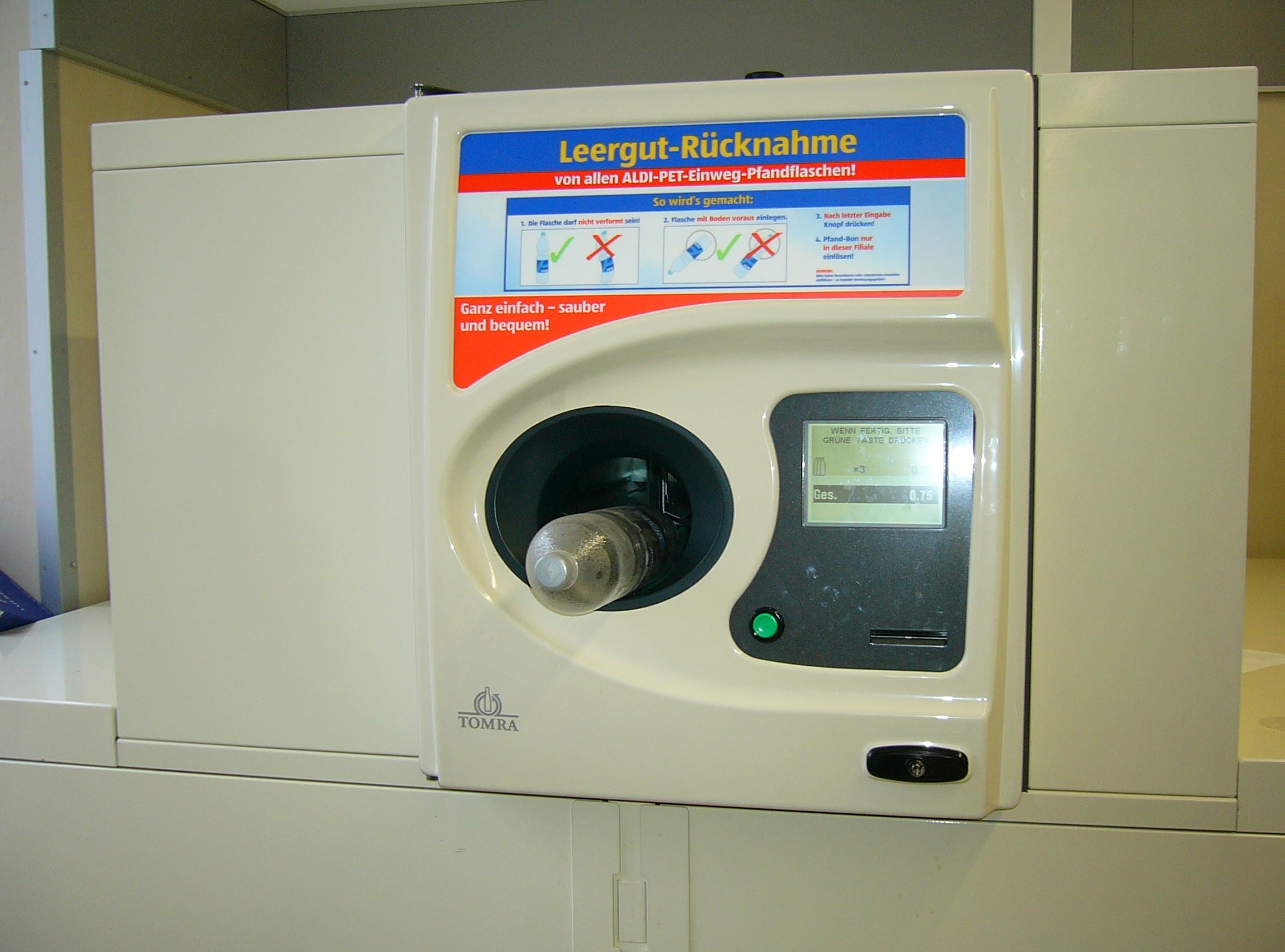
Фандомат в німецькому супермаркеті Aldi

Фандомат (англ. Pfandomat) — електронний програмно-технічний комплекс з вмонтованою спеціалізованою ЕОМ, призначений для обміну вторинної (повторної) скляної, металевої або пластикової тари, в основному алюмінієвих бляшанок, скляних та ПЕТ-пляшок, у населення в обмін на грошову винагороду, або (як у європейських моделях) на чеки, які можна використовувати в магазинах — місцях установки апаратів.
У верхній частині агрегату зазвичай розташований тароприймач з модулем розпізнавання (шляхом зважування, зйомки сканером або фотосистемою), в нижній — ємність для прийнятої тари. Ряд моделей агрегатів має вбудований пристрій-стискач, який дозволяє зменшити обсяг прийнятої вторинної тари.

## Історія
Перший патент на «Машину для повернення та обробки пляшок» був поданий у США в 1920 році.
Перша робоча машина для звороту тари була винайдена та виготовлена у Швеції та розпочала використовуватися наприкінці 1950-х років.
У 1962 році вдосконалена автоматична машина для повернення пляшок була розроблена і виготовлена в Норвегії компанією «Arthur Tveitan AS».
Перший комбінований автомат був винайдений в 1994 році і досі працює в Детройті, штат Мічиган, США.

## Принцип роботи
Користувач розміщує порожню пляшку або банку в тароприймач. Система горизонтальної подачі дозволяє користувачеві вставляти контейнери по одному. Альтернативна система, характерна для старіших моделей пристроїв, в якій користувач відкриває двері вручну, і розміщує порожній контейнер спеціальній ємності. Коли двері зачиняються, здійснюється подальший процес утилізації. Після цього пляшка або банка автоматично обертається, сканується і відправляється в бункер за типом, визначеним машиною.
Після сканування контейнер ідентифікується (збігається з базою даних) і визначається як учасник бази, обробляється і, як правило, подрібнюється (для одноразових контейнерів), щоб зменшити його розмір, щоб запобігти витоку рідини та збільшити обсяги зберігання. Багаторазові контейнери збираються та сортуються вручну, щоб їх повернути у повторне використання. Також пристрої можуть використовувати розпізнавання матеріалу замість сканера штрих-коду.